# Shakeři

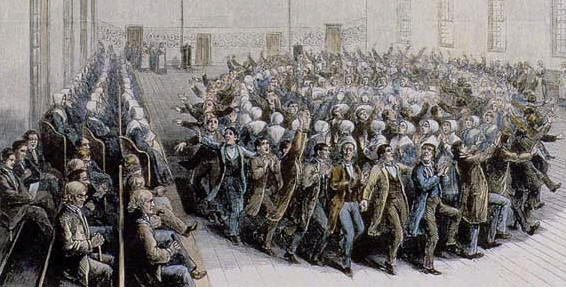
Shakerský tanec

Shakeři či šejkři (anglicky Shakers z to shake = třásti se), je dnes již téměř vymřelá křesťanská církev v USA, oficiálně zvaná Společnost věřících v Kristův druhý příchod (The United Society of Believers in Christ's Second Coming) a vycházející z kvakerství. Hnutí založila kvakerská aktivistka Ann Lee, která v 70. letech 18. století emigrovala z Británie do Ameriky. Název „shakeři“ byl původně posměšným označením, které naráželo na extatický tanec konaný členy během bohoslužeb. Shakeři žili v celibátu, odděleně muži a ženy, a měli společný majetek, takže se v mnohém podobali mnišským řádům. Největšího rozmachu církev dosáhla kolem poloviny 19. století, kdy měli asi 6000 členů. Posléze ale začalo členů ubývat, hlavně proto, že shakeři nesměli mít děti. K úpadku přispělo také zřizování státních sirotčinců, takže shakeři neměli dostatek dětí k adopci.
Poslední shakerská komunita se nachází v Sabbathday Lake ve státě Maine. V roce 2012 ji tvořili tři členové: sestra June Carpenter, sestra Frances Carr a bratr Arnold Hadd. Čtvrtý člen, bratr Wayne Smith, komunitu opustil v roce 2006 poté, co se zamiloval do novinářky, která o posledních shakerech přijela udělat reportáž.
Shakery lze také považovat za průkopníky minimalismu v architektuře a designu, když své principy užitnosti, poctivosti a jednoduchosti promítali i ve svých stavbách či nábytku. Jejich přístupy studoval a v roce 2017 popsal český architekt a designér Jiří Pelcl.